# مگومی تاکاسه
مگومی تاکاسه (انگلیسی: Megumi Takase؛ زادهٔ ۱۰ نوامبر ۱۹۹۰) بازیکن فوتبال اهل ژاپن است.
از باشگاه‌هایی که در آن بازی کرده‌است می‌توان به باشگاه فوتبال آی ان ای سی کوبه لئونسا اشاره کرد.
وی همچنین در تیم ملی فوتبال زنان ژاپن بازی کرده‌است.